# والتر إل. غوردون
والتر إل. غوردون هو سياسي كندي، ولد في 27 يناير 1906 في تورونتو في كندا، وتوفي بنفس المكان في 21 مارس 1987. حزبياً، نشط في الحزب الليبرالي الكندي. وقد انتخب عضو مجلس العموم الكندي.

## روابط خارجية
- والتر إل. غوردون على موقع الموسوعة البريطانية (الإنجليزية)